# Франко-сирийская война
Франко-сирийская война 1920 года (араб. الحرب السورية الفرنسية‎, фр. Guerre franco-syrienne) — вооружённый конфликт между французскими войсками и сирийцами в ходе оккупации первыми территории страны по Севрскому договору с санкции Лиги Наций.

## Предпосылки
30 сентября 1918 года британские экспедиционные войска Эдмунда Алленби захватили Дамаск, и вскоре после этого, 3 октября 1918 года, хашимитский правитель Фейсал вступил в город. 5 октября 1919 года, с разрешения Алленби, Фейсал объявил о создании арабского конституционного правительства в Дамаске.
В рамках реализации соглашения Сайкса-Пико 1916 года, которое поделило обломки Османской империи между Францией и Англией, в Леванте была создана французская военная администрация. Генерал Анри Гуро был назначен представителем французского правительства на Ближнем Востоке и командующим французской армии Леванта, базировавшейся в Сирии.
Передача Сирии французам спровоцировала недовольство националистов в регионе, крупнейшее националистическое общество Аль-Фатат начало подготовку созыва национального конгресса. Лидеры сирийских националистов выступали за полную независимость арабского королевства во главе с Фейсалом I. Первая официальная сессия Сирийского Конгресса состоялась 3 июня 1919 года, её президентом был избран член Аль-Фатат Хашим Бей Халид Аль-Атасси. 2 июля 1919 года Сирийский Конгресс принял ряд резолюций, касавшихся формирования в Сирии полностью независимой монархии во главе с Фейсалом, а также содержавших просьбу о помощи, направленную США, и отказ от каких-либо требований французов. Однако надежды Фейсала на то, что британцы или американцы придут сирийцам на помощь и выступят против французов, быстро развеялись: в это же время британцы заключили с французами символическое соглашение, по которому британские войска покидали Сирию и оставляли её под управлением Парижа.
В конце концов Фейсал был вынужден вступить в переговоры с Клемансо в январе 1920 года, по результатам которых французы обещали отстаивать существование сирийского государства и не размещать в стране войска, кроме военных советников, консультантов и технических специалистов. Вести об этом компромиссе сразу же активизировали давление сирийских националистов на Фейсала, в результате чего сам Фейсал был вынужден отказаться от своих обязательств.

## Ход военных действий
После окончания переговоров Фейсала с Клемансо по всей Сирии спорадически происходили нападения на французские войска. 8 марта 1920 года Сирийский Конгресс провозгласил образование независимого Арабского королевства Сирия во главе с королём Фейсалом I и с Аль-Атасси в качестве премьер-министра.
Однако в апреле 1920 года Верховный совет союзных держав в Сан-Ремо распорядился ранее принадлежавшими Османской империи территориями следующим образом: мандаты на управление Трансиорданией и Палестиной переданы Великобритании, а мандаты на управление Сирией и Ливаном — Франции.
Французский генерал Гуро предъявил ультиматум сирийскому правительству, требуя распустить войска. Возмущение сирийцев откровенной французской оккупацией вылилось в ряд военных столкновений в мае-июле 1920 года, в которых интервенты, благодаря своему военно-техническому превосходству, одержали верх. 21 июля 1920 года король Фейсал I признал мандат Франции на управление страной. Однако министр обороны Юсуф аль-Азма не признал капитуляции короля и повел армию к Майсалуну. В то же время правительство Дамаска неохотно удовлетворило французский ультиматум и официально распустило армию.
Однако около 3 тысяч сторонников Аль-Азма, плохо вооружённых по сравнению с французской армией, все равно прибыли к Майсалуну. В сражении при Майсалуне французские войска под командованием генерала Мариано Гойбе легко разбили сирийские войска, а Юсуф аль-Азма был убит.
24 июля 1920 года французские войска без сопротивления заняли Дамаск. На следующий день Арабское королевство Сирия было упразднено, и официально установлено французское господство.

## Последствия
Король Фейсал покинул пределы страны. 1 декабря Сирия официально была провозглашена подмандатной территорией Франции. Французский генерал Гуро создал гражданскую администрацию на территории страны. Французский мандат в Сирии и Ливане поделил регион на шесть подконтрольных провинций: Дамаск (1920), Алеппо (1920), государство алавитов (1920), Джебель-Друз (1921), автономный санджак Александретта (1921) (современный Хатай) и Большой Ливан (1920), ставший позднее современным Ливаном.